# Wimbledonmästerskapen 2014
Wimbledonmästerskapen 2014 ägde rum i All England Lawn Tennis & Croquet Club i Wimbledon, London 23 juni–6 juli. Turneringen var den 128:e i ordningen. Den var öppen för seniorer i singel, dubbel och mixed dubbel samt för juniorer och rullstolsburna i dubbel. 

## Tävlingar

### Seniorer

#### Herrsingel
Segrare: Novak Djokovic

#### Damsingel
Segrare: Petra Kvitová

#### Herrdubbel
Segrare: Vasek Pospisil /  Jack Sock

#### Damdubbel
Segrare: Sara Errani /  Roberta Vinci

#### Mixed dubbel
Segrare: Nenad Zimonjić /   Samantha Stosur

### Juniorer

#### Pojksingel
Segrare: Noah Rubin

#### Flicksingel
Segrare: Jeļena Ostapenko

#### Pojkdubbel
Segrare: Orlando Luz /  Marcelo Zormann

#### Flickdubbel
Segrare: Tami Grende /  Ye Qiuyu

### Rullstolsburna

#### Herrdubbel
Segrare: Stéphane Houdet /  Shingo Kunieda

#### Damdubbel
Segrare: Yui Kamiji /  Jordanne Whiley